# Dominique Monet
Pour l’article homonyme, voir Monet.
Dominique Monet (2 janvier 1865-6 février 1923) est un avocat et homme politique fédéral et provincial du Québec.

## Biographie
Né à Saint-Michel de Napierville dans le Canada-Est, il étudie au Collège de L'Assomption et à l'Université Laval où il reçut un Legum Licentiatus en 1889. Nommé au Barreau du Québec, il est également nommé au Conseil de la Reine en 1899. Il pratique le droit, en s'associant entre autres avec Amédée Geoffrion, dans diverses régions dont, Saint-Rémi, Montréal et Saint-Jean.
Élu député du Parti libéral du Canada dans la circonscription fédérale de Napierville en 1891, il avait sans succès tenté sa chance lors de l'élection partielle de 1890. Réélu dans Laprairie—Napierville en 1896 et en 1900, il ne se représente pas en 1904.
Élu député du Parti libéral du Québec dans la circonscription provinciale de Napierville en 1904, il quitta l'année suivante pour devenir protonotaire du district de Montréal. Malgré la brièveté de sa carrière en politique provinciale, il exerce, dans le cabinet de Simon-Napoléon Parent, les fonctions de ministre sans portefeuille et de ministre de la Colonisation et des Travaux publics par intérim en 1905.
En 1908, il est nommé juge à la Cour supérieure du Québec dans le district d'Iberville. Il est mort en mer, près de San Juan, Porto Rico, en 1923.
Son fils, Amédée Monet, a été député provincial de Napierville et son cousin, Philippe Monet, est député provincial de Napierville-Laprairie. Sa petite-fille est l'activiste et féministe Simonne Monet-Chartrand.